# Viunkî, Novoukraiinka
Viunkî (în ucraineană В`юнки) este un sat în comuna Prîiut din raionul Novoukraiinka, regiunea Kirovohrad, Ucraina.

## Demografie
Componența lingvistică a localității Viunkî
     Ucraineană (87,78%)
     Rusă (7,04%)
     Română (4,81%)
Conform recensământului din 2001, majoritatea populației localității Viunkî era vorbitoare de ucraineană (87,78%), existând în minoritate și vorbitori de rusă (7,04%) și română (4,81%).